# 塞爾維亞社會主義共和國國徽
塞爾維亞社會主義共和國國徽啟用於1947年1月17日，為圓形。中間為紅地的盾徽，與塞爾維亞國徽的分別是沒有白色十字，四個角落繪有水平向外的白色火镰，背景為太陽升起之象，下為象徵工業的齒輪。盾上方有象徵共產主義的紅星，外飾以麥穗和橡樹 （塞爾維亞人的聖樹）枝。
飾帶上的日期分別為第一次塞爾維亞起義和南斯拉夫反抗納粹德國的年份。南斯拉夫解體後，把紅星除去後沿用到2004年8月17日由塞爾維亞國徽所取代。